# Pic de la Pala de Ginebrell
El Pic de la Pala de Ginebrell és una muntanya de 2.324 metres que es troba al municipi de la Vall de Boí, a la comarca de l'Alta Ribagorça.
Al cim podem trobar-hi un vèrtex geodèsic (referència 258074015).